# Карас, Оксана Михайловна
Оксана Михайловна Карас (род. 19 июня 1979, Харьков) — российский режиссёр кино и телевидения, сценаристка и монтажёр, в прошлом — телеведущая и журналистка. За картину «Хороший мальчик» получила Гран-при XXVII Открытого российского кинофестиваля «Кинотавр».

## Биография

### Ранние годы
Оксана Михайловна Карас родилась 19 июня 1979 года в Харькове. В интервью Екатерине Гордеевой Карас рассказала, что все её родственники по материнской и отцовской линиям — украинцы, родом из-под Полтавы. Детство Оксаны прошло в Казахстане в городе Актау, куда отца «распределили» после окончания Харьковского авиационного института. После развода родителей вместе с матерью она переехала в Москву.
В 2004 году Карас окончила юридический факультет РУДН. В 2009 году окончила ВГИК (мастерская Валерия Лонского).

### Карьера
С 1998 года Карас работала на телевидении ведущей, корреспондентом, спортивным комментатором, кинообозревателем, автором и режиссёром документальных фильмов на телеканалах «НТВ», «НТВ-Плюс Спорт», ВГТРК «Культура».
В 2000 году была в составе бригад журналистов телеканалов «НТВ» и «НТВ-Плюс», освещавших летние Олимпийские игры в австралийском Сиднее. Являлась одной из постоянных ведущих программы «Звёздный вторник» на «НТВ-Плюс Спорт». С 2004 года по 2005 год — одна из постоянных ведущих околоспортивного тележурнала «Спортиссимо» на том же канале.
С 2007 года по 2008 год была ведущей рубрики «Худсовет» в программе «Новости культуры».
В 2008 году в качестве режиссёра выпустила телесериал «Братья-детективы», а также написала сценарий и выступила режиссёром короткометражки «Кастинг», которая получила Гран-При Международного фестиваля «Невиданное кино» в Эстонии. Первую полнометражную картину («Репетиции»), написав к ней сценарий, сняла в 2013 году. В том же году в качестве режиссёра Карас работала над сериалом «Пропавшие без вести» и фильмом «Принцесса Муай Тай». В 2015 году стала автором сценария комедии «Не свадебное путешествие».
В 2016 году вышел фильм «Хороший мальчик», над которым Карас работала как режиссёр, сценарист и монтажёр. Фильм получил Гран-при XXVII Открытого российского кинофестиваля «Кинотавр», победил в зрительском голосовании, организованном порталом «КиноПоиск» в период «Кинотавра», а также заработал «Золотую ладью» за III место в зрительском конкурсе «Выборгский счёт» в рамках XXIV Фестиваля российского кино «Окно в Европу». Затем Карас работала над короткометражной картиной «Как большие» как сценарист и режиссёр, а также над сериалом и одноимённым фильмом «Отличница». В 2018 году она выпустила картину «У ангела ангина» (по мотивам повести Вадима Шефнера «Сестра печали») вновь с Семёном Трескуновым в главной роли.
В июне 2019 года состоялась премьера её фильма «Выше неба».
В октябре 2020 года в прокат вышел байопик «Доктор Лиза», посвящённый жизни Елизаветы Глинки.
В 2021 году Карас сняла телесериал «Чиновница» с Викторией Толстогановой в главной роли. Сюжет рассказывает о коррупции в системе здравоохранения и производстве фальшивых лекарств.

## Семья
Оксана замужем за оператором Сергеем Мачильским, у супругов трое детей: Есения, Александр и Пётр.

## Избранная фильмография
| Год  | Название                     | Вклад                              |
| ---- | ---------------------------- | ---------------------------------- |
| 2013 | Репетиции                    | режиссёр, автор сценария           |
| 2013 | Принцесса Муай Тай           | режиссёр                           |
| 2016 | Хороший мальчик              | режиссёр, автор сценария, монтажёр |
| 2017 | Отличница                    | режиссёр                           |
| 2018 | У ангела ангина              | режиссёр                           |
| 2018 | Выше неба                    | режиссёр                           |
| 2020 | Доктор Лиза                  | режиссёр                           |
| 2021 | Чиновница                    | режиссёр                           |
| 2021 | Сказки Пушкина. Для взрослых | режиссёр                           |
| 2022 | Мёрзлая земля                | режиссёр                           |

### Только сценаристка
- 2015 — Не свадебное путешествие

## Награды
- 2008 — Гран-При Международного фестиваля «Невиданное кино» в Эстонии за картину «Кастинг».
- Гран-при XXVII Открытого российского кинофестиваля «Кинотавр» за фильм «Хороший мальчик».[28]
- Приз «Золотая ладья» за III место в зрительском конкурсе «Выборгский счёт» в рамках XXIV Фестиваля российского кино «Окно в Европу» за фильм «Хороший мальчик».
- 2018 — III кинофестиваль «Евразийский мост» — Специальный приз жюри за фильм «У ангела ангина».
- 2020 — XXVIII кинофестиваль «Виват кино России!» — Гран-при фильму «Доктор Лиза».[29]